# Диво-струни
«Диво-струни» — зразковий аматорський ансамбль бандуристів Тернопільського районного будинку культури.
Учасники — діти із сіл Острів, Буцнів, Мишковичі, Велика Лука, Миролюбівка, смт Велика Березовиця Тернопільського району та Тернополя.
Функціонує на базі дитячої музичної школи в селі Острів. Керівник — Лариса Атаманчук, Н. Лук'янчук.
Створений з метою розвитку кобзарського руху як складової частини патріотичного виховання молоді. Розпочав діяльність як ансамбль «Кобзарики» в «Малій кобзарській школі».
«Диво-струни» — постійний учасник культурно-мистецьких заходів, зокрема Кобзарських свят та Шевченківських днів, обласного огляду-конкурсу бандуристів «Творчість юних».
У червні 2003 взяв участь у звіті майстрів мистецтв та аматорських художніх колективів Тернопільської області у Києві.
В репертуарі «Диво-струн» — народні, кобзарські та стрілецькі пісні, колядки, твори окремих композиторів, духовна й інструментальна музика. Аранжування, переклади, обробки пісень для ансамблю здійснює Л. Атаманчук.